# 柳芳 (唐)
柳 芳（りゅう ほう、生没年不詳）は、唐代の歴史家・官僚。字は仲敷。本貫は蒲州河東県。

## 経歴
太子文学の柳彦昭の子として生まれた。西魏の中書侍郎の柳虯の末裔にあたる。開元末年、進士に及第した。永寧県尉から直史館をつとめた。粛宗の命により、同僚の韋述とともに呉兢の総裁する『国史』の編纂事業に参加した。韋述が死去したため、柳芳が著作を引き継ぎ、高祖李淵の代から乾元年間にいたる『国史』130巻を完成させた。しかし天宝年間以降の叙述に欠けたところが多く、その評価は低かった。上元年間、柳芳は事件に連座して黔州に左遷されると、巫州に流されていた宦官の高力士と出会い、開元・天宝年間の時政の事を聞き取った。『国史』はすでに完成していて、改めることができなかったため、別に『唐暦』40巻を編纂し、高力士の伝えた歴史を叙述した。拾遺・補闕・員外郎を歴任し、いずれも史官の任にあった。右司郎中・集賢院学士の位に終わった。
子に柳登・柳冕があった。

## 伝記資料
- 『旧唐書』巻149 列伝第99
- 『新唐書』巻132 列伝第57